# Католицька церква у В'єтнамі
Като́лицька це́рква у В'єтна́мі — друга християнська конфесія В'єтнаму. Складова всесвітньої Католицької церкви, яку очолює на Землі римський папа. Керується конференцією єпископів. Станом на 2004 рік у країні нараховувалося близько 5 658 000 католиків (6,87% від усього населення). Існувало 25 діоцезій, які об'єднували 2228 церковних парафій.  Кількість  священиків — 2668 (з них представники секулярного духовенства — 2194, члени чернечих організацій — 474), постійних дияконів — 11, монахів — 2793, монахинь — 11 443.